# Chad Campbell
Chad Campbell (Andrews (Texas), 31 mei 1974) is een Amerikaanse golfprofessional.

## Amateur
Tijdens zijn studiejaren speelde Campbell in het team van het Midland College (1992 - 1994). Het team stond in 1993 aan de top van de Western Junior College Athletic Conference (WJCAC). In 1994 werd zijn team tweede bij de kampioenschappen van de WJCAC en de National Junior College Athletic Association (NJCAA). Na twee jaar Midland College kreeg hij een beurs voor de Universiteit van Nevada (UNLV).

## Professional
In 1996 werd Campbell professional. Zijn eerste seizoenen speelde hij op de NGA Hooters Tour, waar hij 13 toernooien en 3x de Order of Merit won. In 2001 speelde hij op de hogere Buy.com Tour. Hier won hij drie toernooien en sinds 2000 speelt hij op de Amerikaanse PGA Tour.

### Gewonnen

#### NGA Hooters Tour
Na 5 overwinningen in de eerste jaren won hij acht keer in 2000:
- 2000: Silver Springs Shores, Emerald Lake GC, Gold Creek Resort, Oak Hills GC, Saddle Creek GC, Cobblestone GC, The Cape, Lost Key GC

#### Nationwide Tour
Als hij de Nationwide Tour in 2001 speelt, heet deze nog de BUY.COM Tour.
- 2001: Richmond Open, Permian Basin Open, Monterey Peninsula Classic

#### US PGA Tour
In 2003 won hij daar het Tour Championship, werd hij 2de achter Shaun Micheel bij het PGA Kampioenschap en eindigde op de 7de plaats van de Order of Merit. Zijn tweede overwinning behaalde hij in 2004. In 2006 stond hij even aan de top van de Order of Merit, onder andere door het winnen van de Bob Hope Chrysler Classic. Zijn vierde overwinning was de Viking Classic in 2007. Bij de Masters in 2009 kwam hij in een play-off tegen Ángel Cabrera en Kenny Perry, maar viel hij in de eerste hole af.
- 2003: Tour Championship
- 2004: Bay Hill Invitational
- 2006: Bob Hope Chrysler Classic
- 2007: Viking Classic

### Teams
- Ryder Cup: 2004, 2006, 2008